# Savínia

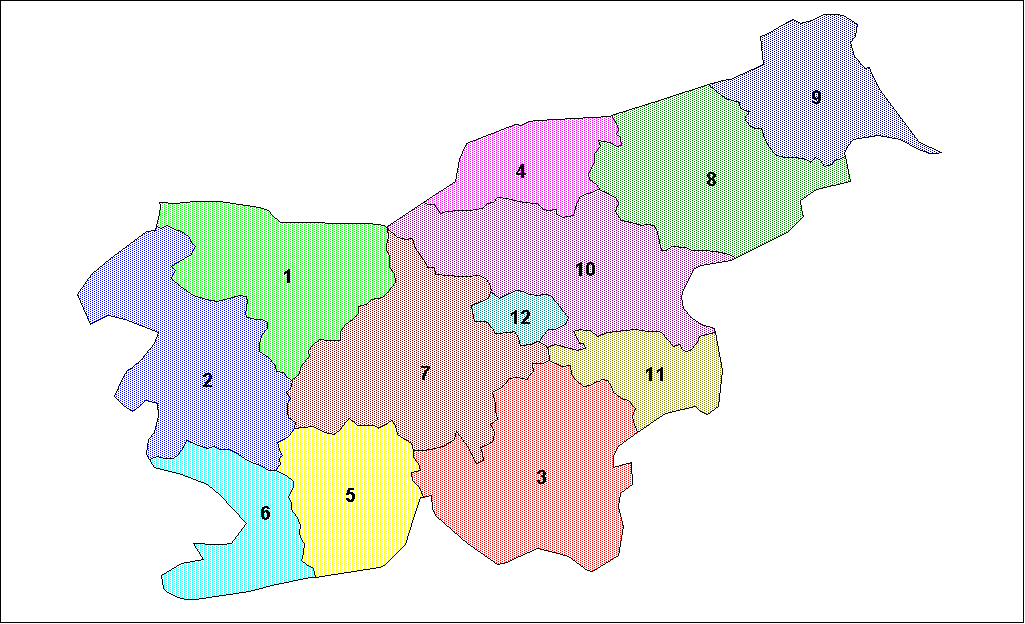
Savínia (n.º 10, em rosa, no centro-norte), região estatística da Eslovénia.

A região da Savínia (em esloveno:  Savinjska regija) é uma das doze regiões estatísticas em que se subdivide a Eslovénia. Em finais de 2005, contava com uma população de 257 375 habitantes.
É composta pelos seguintes municípios:
- Braslovče
- Celje
- Dobje
- Dobrna
- Gornji Grad
- Konjice Eslovena (Slovenske Konjice)
- Kozje
- Laško
- Ljubno
- Luče
- Mozirje
- Nazarje
- Podčetrtek
- Polzela
- Prebold
- Rečica na Savínia (Rečica ob Savinji)
- Rogaška Slatina
- Rogatec
- Šentjur
- Šmarje pri Jelšah
- Šmartno no Paka (Šmartno ob Paki)
- Solčava
- Šoštanj
- Štore
- Tabor
- Velenje
- Vitanje
- Vojnik
- Vransko
- Žalec
- Zreče